# Kodaganur, Muddebihal
Kodaganur là một làng thuộc tehsil Muddebihal, huyện Bijapur, bang Karnataka, Ấn Độ.